# Statistiche e record di Cristiano Ronaldo
In questa pagina sono riportate le statistiche e i record realizzati da Cristiano Ronaldo durante la carriera calcistica.
Tra club, nazionale maggiore e nazionali giovanili, Cristiano Ronaldo ha collezionato 1318 presenze segnando 956 reti.

## Presenze e reti nei club
Statistiche aggiornate al 19 agosto 2025.
| Stagione              | Squadra               | Campionato            | Campionato | Campionato | Coppe nazionali | Coppe nazionali | Coppe nazionali | Coppe continentali | Coppe continentali | Coppe continentali | Altre coppe | Altre coppe | Altre coppe | Totale | Totale |
| Stagione              | Squadra               | Comp                  | Pres       | Reti       | Comp            | Pres            | Reti            | Comp               | Pres               | Reti               | Comp        | Pres        | Reti        | Pres   | Reti   |
| --------------------- | --------------------- | --------------------- | ---------- | ---------- | --------------- | --------------- | --------------- | ------------------ | ------------------ | ------------------ | ----------- | ----------- | ----------- | ------ | ------ |
| 2002-2003             | Sporting Lisbona B    | SD                    | 2          | 0          | -               | -               | -               | -                  | -                  | -                  | -           | -           | -           | 2      | 0      |
| 2002-2003             | Sporting Lisbona      | PL                    | 25         | 3          | CP              | 3               | 2               | UCL+CU             | 1+2                | 0                  | SP          | 0           | 0           | 31     | 5      |
| 2003-2004             | Manchester Utd        | PL                    | 29         | 4          | FACup+CdL       | 5+1             | 2+0             | UCL                | 5                  | 0                  | CS          | 0           | 0           | 40     | 6      |
| 2004-2005             | Manchester Utd        | PL                    | 33         | 5          | FACup+CdL       | 7+2             | 4+0             | UCL                | 8                  | 0                  | CS          | 0           | 0           | 50     | 9      |
| 2005-2006             | Manchester Utd        | PL                    | 33         | 9          | FACup+CdL       | 2+4             | 0+2             | UCL                | 8                  | 1                  | -           | -           | -           | 47     | 12     |
| 2006-2007             | Manchester Utd        | PL                    | 34         | 17         | FACup+CdL       | 7+1             | 3+0             | UCL                | 11                 | 3                  | -           | -           | -           | 53     | 23     |
| 2007-2008             | Manchester Utd        | PL                    | 34         | 31         | FACup+CdL       | 3+0             | 3               | UCL                | 11                 | 8                  | CS          | 1           | 0           | 49     | 42     |
| 2008-2009             | Manchester Utd        | PL                    | 33         | 18         | FACup+CdL       | 2+4             | 1+2             | UCL                | 12                 | 4                  | SU+CS+Cmc   | 0+0+2       | 1           | 53     | 26     |
| 2009-2010             | Real Madrid           | PD                    | 29         | 26         | CR              | 0               | 0               | UCL                | 6                  | 7                  | -           | -           | -           | 35     | 33     |
| 2010-2011             | Real Madrid           | PD                    | 34         | 40         | CR              | 8               | 7               | UCL                | 12                 | 6                  | -           | -           | -           | 54     | 53     |
| 2011-2012             | Real Madrid           | PD                    | 38         | 46         | CR              | 5               | 3               | UCL                | 10                 | 10                 | SS          | 2           | 1           | 55     | 60     |
| 2012-2013             | Real Madrid           | PD                    | 34         | 34         | CR              | 7               | 7               | UCL                | 12                 | 12                 | SS          | 2           | 2           | 55     | 55     |
| 2013-2014             | Real Madrid           | PD                    | 30         | 31         | CR              | 6               | 3               | UCL                | 11                 | 17                 | -           | -           | -           | 47     | 51     |
| 2014-2015             | Real Madrid           | PD                    | 35         | 48         | CR              | 2               | 1               | UCL                | 12                 | 10                 | SU+SS+Cmc   | 1+2+2       | 2+0+0       | 54     | 61     |
| 2015-2016             | Real Madrid           | PD                    | 36         | 35         | CR              | 0               | 0               | UCL                | 12                 | 16                 | -           | -           | -           | 48     | 51     |
| 2016-2017             | Real Madrid           | PD                    | 29         | 25         | CR              | 2               | 1               | UCL                | 13                 | 12                 | SU+Cmc      | 0+2         | 4           | 46     | 42     |
| 2017-2018             | Real Madrid           | PD                    | 27         | 26         | CR              | 0               | 0               | UCL                | 13                 | 15                 | SU+SS+Cmc   | 1+1+2       | 0+1+2       | 44     | 44     |
| Totale Real Madrid    | Totale Real Madrid    | Totale Real Madrid    | 292        | 311        |                 | 30              | 22              |                    | 101                | 105                |             | 15          | 12          | 438    | 450    |
| 2018-2019             | Juventus              | A                     | 31         | 21         | CI              | 2               | 0               | UCL                | 9                  | 6                  | SI          | 1           | 1           | 43     | 28     |
| 2019-2020             | Juventus              | A                     | 33         | 31         | CI              | 4               | 2               | UCL                | 8                  | 4                  | SI          | 1           | 0           | 46     | 37     |
| 2020-2021             | Juventus              | A                     | 33         | 29         | CI              | 4               | 2               | UCL                | 6                  | 4                  | SI          | 1           | 1           | 44     | 36     |
| lug.-ago. 2021        | Juventus              | A                     | 1          | 0          | CI              | 0               | 0               | UCL                | 0                  | 0                  | SI          | -           | -           | 1      | 0      |
| Totale Juventus       | Totale Juventus       | Totale Juventus       | 98         | 81         |                 | 10              | 4               |                    | 23                 | 14                 |             | 3           | 2           | 134    | 101    |
| ago. 2021-2022        | Manchester Utd        | PL                    | 30         | 18         | FACup+CdL       | 1+0             | 0               | UCL                | 7                  | 6                  | -           | -           | -           | 38     | 24     |
| lug.-nov. 2022        | Manchester Utd        | PL                    | 10         | 1          | FACup+CdL       | 0               | 0               | UEL                | 6                  | 2                  | -           | -           | -           | 16     | 3      |
| Totale Manchester Utd | Totale Manchester Utd | Totale Manchester Utd | 236        | 103        |                 | 39              | 17              |                    | 68                 | 24                 |             | 3           | 1           | 346    | 145    |
| gen.-giu. 2023        | Al-Nassr              | SPL                   | 16         | 14         | KC              | 2               | 0               | -                  | -                  | -                  | SS          | 1           | 0           | 19     | 14     |
| 2023-2024             | Al-Nassr              | SPL                   | 31         | 35         | KC              | 4               | 3               | ACL                | 9                  | 6                  | SS+CdC      | 1+6         | 0+6         | 51     | 50     |
| 2024-2025             | Al-Nassr              | SPL                   | 30         | 25         | KC              | 1               | 0               | ACL                | 8                  | 8                  | SS          | 2           | 2           | 41     | 35     |
| 2025-2026             | Al-Nassr              | SPL                   | -          | -          | KC              | -               | -               | ACL2               | -                  | -                  | SS          | 1           | 0           | 1      | 0      |
| Totale Al-Nassr       | Totale Al-Nassr       | Totale Al-Nassr       | 77         | 74         |                 | 7               | 3               |                    | 17                 | 14                 |             | 11          | 8           | 112    | 99     |
| Totale carriera       | Totale carriera       | Totale carriera       | 730        | 572        |                 | 89              | 48              |                    | 212                | 157                |             | 32          | 23          | 1063   | 800    |

## Cronologia presenze e reti in nazionale
| Cronologia completa delle presenze e delle reti in nazionale ― Portogallo | Cronologia completa delle presenze e delle reti in nazionale ― Portogallo | Cronologia completa delle presenze e delle reti in nazionale ― Portogallo | Cronologia completa delle presenze e delle reti in nazionale ― Portogallo | Cronologia completa delle presenze e delle reti in nazionale ― Portogallo | Cronologia completa delle presenze e delle reti in nazionale ― Portogallo | Cronologia completa delle presenze e delle reti in nazionale ― Portogallo | Cronologia completa delle presenze e delle reti in nazionale ― Portogallo |
| Data                                                                      | Città                                                                     | In casa                                                                   | Risultato                                                                 | Ospiti                                                                    | Competizione                                                              | Reti                                                                      | Note                                                                      |
| ------------------------------------------------------------------------- | ------------------------------------------------------------------------- | ------------------------------------------------------------------------- | ------------------------------------------------------------------------- | ------------------------------------------------------------------------- | ------------------------------------------------------------------------- | ------------------------------------------------------------------------- | ------------------------------------------------------------------------- |
| 20-8-2003                                                                 | Chaves                                                                    | Portogallo                                                                | 1 – 0                                                                     | Kazakistan                                                                | Amichevole                                                                | -                                                                         | 46’                                                                       |
| 11-10-2003                                                                | Lisbona                                                                   | Portogallo                                                                | 5 – 3                                                                     | Albania                                                                   | Amichevole                                                                | -                                                                         | 46’                                                                       |
| 18-2-2004                                                                 | Faro                                                                      | Portogallo                                                                | 1 – 1                                                                     | Inghilterra                                                               | Amichevole                                                                | -                                                                         | 46’                                                                       |
| 31-3-2004                                                                 | Braga                                                                     | Portogallo                                                                | 1 – 2                                                                     | Italia                                                                    | Amichevole                                                                | -                                                                         | 46’                                                                       |
| 28-4-2004                                                                 | Coimbra                                                                   | Portogallo                                                                | 2 – 2                                                                     | Svezia                                                                    | Amichevole                                                                | -                                                                         | 63’                                                                       |
| 29-5-2004                                                                 | Águeda                                                                    | Portogallo                                                                | 3 – 0                                                                     | Lussemburgo                                                               | Amichevole                                                                | -                                                                         | 46’                                                                       |
| 5-6-2004                                                                  | Setúbal                                                                   | Portogallo                                                                | 4 – 1                                                                     | Lituania                                                                  | Amichevole                                                                | -                                                                         | 64’                                                                       |
| 12-6-2004                                                                 | Porto                                                                     | Portogallo                                                                | 1 – 2                                                                     | Grecia                                                                    | Euro 2004 - 1º turno                                                      | 1                                                                         | 46’                                                                       |
| 16-6-2004                                                                 | Lisbona                                                                   | Russia                                                                    | 0 – 2                                                                     | Portogallo                                                                | Euro 2004 - 1º turno                                                      | -                                                                         | 77’                                                                       |
| 20-6-2004                                                                 | Lisbona                                                                   | Spagna                                                                    | 0 – 1                                                                     | Portogallo                                                                | Euro 2004 - 1º turno                                                      | -                                                                         | 84’                                                                       |
| 24-6-2004                                                                 | Lisbona                                                                   | Portogallo                                                                | 2 – 2 dts (8 – 7 dtr)                                                     | Inghilterra                                                               | Euro 2004 - Quarti di finale                                              | -                                                                         |                                                                           |
| 30-6-2004                                                                 | Lisbona                                                                   | Portogallo                                                                | 2 – 1                                                                     | Paesi Bassi                                                               | Euro 2004 - Semifinale                                                    | 1                                                                         | 25’ 68’                                                                   |
| 4-7-2004                                                                  | Lisbona                                                                   | Portogallo                                                                | 0 – 1                                                                     | Grecia                                                                    | Euro 2004 - Finale                                                        | -                                                                         |                                                                           |
| 4-9-2004                                                                  | Riga                                                                      | Lettonia                                                                  | 0 – 2                                                                     | Portogallo                                                                | Qual. Mondiali 2006                                                       | 1                                                                         | 81’                                                                       |
| 8-9-2004                                                                  | Leiria                                                                    | Portogallo                                                                | 4 – 0                                                                     | Estonia                                                                   | Qual. Mondiali 2006                                                       | 1                                                                         |                                                                           |
| 9-10-2004                                                                 | Vaduz                                                                     | Liechtenstein                                                             | 2 – 2                                                                     | Portogallo                                                                | Qual. Mondiali 2006                                                       | -                                                                         | 62’                                                                       |
| 13-10-2004                                                                | Lisbona                                                                   | Portogallo                                                                | 7 – 1                                                                     | Russia                                                                    | Qual. Mondiali 2006                                                       | 2                                                                         | 85’                                                                       |
| 17-11-2004                                                                | Lussemburgo                                                               | Lussemburgo                                                               | 0 – 5                                                                     | Portogallo                                                                | Qual. Mondiali 2006                                                       | 1                                                                         |                                                                           |
| 9-2-2005                                                                  | Dublino                                                                   | Irlanda                                                                   | 1 – 0                                                                     | Portogallo                                                                | Amichevole                                                                | -                                                                         | 70’                                                                       |
| 26-3-2005                                                                 | Barcelos                                                                  | Portogallo                                                                | 4 – 1                                                                     | Canada                                                                    | Amichevole                                                                | -                                                                         | 46’                                                                       |
| 30-3-2005                                                                 | Bratislava                                                                | Slovacchia                                                                | 1 – 1                                                                     | Portogallo                                                                | Qual. Mondiali 2006                                                       | -                                                                         |                                                                           |
| 4-6-2005                                                                  | Lisbona                                                                   | Portogallo                                                                | 2 – 0                                                                     | Slovacchia                                                                | Qual. Mondiali 2006                                                       | 1                                                                         | 76’                                                                       |
| 8-6-2005                                                                  | Tallinn                                                                   | Estonia                                                                   | 0 – 1                                                                     | Portogallo                                                                | Qual. Mondiali 2006                                                       | 1                                                                         | 88’                                                                       |
| 3-9-2005                                                                  | Faro                                                                      | Portogallo                                                                | 6 – 0                                                                     | Lussemburgo                                                               | Qual. Mondiali 2006                                                       | -                                                                         | 62’                                                                       |
| 7-9-2005                                                                  | Mosca                                                                     | Russia                                                                    | 0 – 0                                                                     | Portogallo                                                                | Qual. Mondiali 2006                                                       | -                                                                         |                                                                           |
| 8-10-2005                                                                 | Aveiro                                                                    | Portogallo                                                                | 2 – 1                                                                     | Liechtenstein                                                             | Qual. Mondiali 2006                                                       | -                                                                         | 29’ 84’                                                                   |
| 12-10-2005                                                                | Porto                                                                     | Portogallo                                                                | 3 – 0                                                                     | Lettonia                                                                  | Qual. Mondiali 2006                                                       | -                                                                         | 46’                                                                       |
| 12-11-2005                                                                | Coimbra                                                                   | Portogallo                                                                | 2 – 0                                                                     | Croazia                                                                   | Amichevole                                                                | -                                                                         |                                                                           |
| 15-11-2005                                                                | Belfast                                                                   | Irlanda del Nord                                                          | 1 – 1                                                                     | Portogallo                                                                | Amichevole                                                                | -                                                                         | 69’                                                                       |
| 1-3-2006                                                                  | Düsseldorf                                                                | Portogallo                                                                | 3 – 0                                                                     | Arabia Saudita                                                            | Amichevole                                                                | 2                                                                         |                                                                           |
| 27-5-2006                                                                 | Évora                                                                     | Portogallo                                                                | 4 – 1                                                                     | Capo Verde                                                                | Amichevole                                                                | -                                                                         | 59’ 62’                                                                   |
| 3-6-2006                                                                  | Metz                                                                      | Lussemburgo                                                               | 0 – 3                                                                     | Portogallo                                                                | Amichevole                                                                | -                                                                         | 32’ 70’                                                                   |
| 11-6-2006                                                                 | Colonia                                                                   | Angola                                                                    | 0 – 1                                                                     | Portogallo                                                                | Mondiali 2006 - 1º turno                                                  | -                                                                         | 26’ 59’                                                                   |
| 17-6-2006                                                                 | Francoforte sul Meno                                                      | Portogallo                                                                | 2 – 0                                                                     | Iran                                                                      | Mondiali 2006 - 1º turno                                                  | 1                                                                         |                                                                           |
| 25-6-2006                                                                 | Norimberga                                                                | Portogallo                                                                | 1 – 0                                                                     | Paesi Bassi                                                               | Mondiali 2006 - Ottavi di finale                                          | -                                                                         | 34’                                                                       |
| 1-7-2006                                                                  | Gelsenkirchen                                                             | Inghilterra                                                               | 0 – 0 dts (1 – 3 dtr)                                                     | Portogallo                                                                | Mondiali 2006 - Quarti di finale                                          | -                                                                         |                                                                           |
| 5-7-2006                                                                  | Monaco di Baviera                                                         | Portogallo                                                                | 0 – 1                                                                     | Francia                                                                   | Mondiali 2006 - Semifinale                                                | -                                                                         |                                                                           |
| 8-7-2006                                                                  | Stoccarda                                                                 | Germania                                                                  | 3 – 1                                                                     | Portogallo                                                                | Mondiali 2006 - Finale 3º posto                                           | -                                                                         |                                                                           |
| 1-9-2006                                                                  | Brøndby                                                                   | Danimarca                                                                 | 4 – 2                                                                     | Portogallo                                                                | Amichevole                                                                | -                                                                         | 66’                                                                       |
| 6-9-2006                                                                  | Helsinki                                                                  | Finlandia                                                                 | 1 – 1                                                                     | Portogallo                                                                | Qual. Euro 2008                                                           | -                                                                         |                                                                           |
| 7-10-2006                                                                 | Porto                                                                     | Portogallo                                                                | 3 – 0                                                                     | Azerbaigian                                                               | Qual. Euro 2008                                                           | 2                                                                         | 73’                                                                       |
| 11-10-2006                                                                | Chorzów                                                                   | Polonia                                                                   | 2 – 1                                                                     | Portogallo                                                                | Qual. Euro 2008                                                           | -                                                                         |                                                                           |
| 15-11-2006                                                                | Coimbra                                                                   | Portogallo                                                                | 3 – 0                                                                     | Kazakistan                                                                | Qual. Euro 2008                                                           | 1                                                                         | 58’                                                                       |
| 6-2-2007                                                                  | Londra                                                                    | Portogallo                                                                | 2 – 0                                                                     | Brasile                                                                   | Amichevole                                                                | -                                                                         | Cap. 62’                                                                  |
| 24-3-2007                                                                 | Lisbona                                                                   | Portogallo                                                                | 4 – 0                                                                     | Belgio                                                                    | Qual. Euro 2008                                                           | 2                                                                         | 45’ 78’                                                                   |
| 28-3-2007                                                                 | Belgrado                                                                  | Serbia                                                                    | 1 – 1                                                                     | Portogallo                                                                | Qual. Euro 2008                                                           | -                                                                         | 36’                                                                       |
| 22-8-2007                                                                 | Erevan                                                                    | Armenia                                                                   | 1 – 1                                                                     | Portogallo                                                                | Qual. Euro 2008                                                           | 1                                                                         |                                                                           |
| 8-9-2007                                                                  | Lisbona                                                                   | Portogallo                                                                | 2 – 2                                                                     | Polonia                                                                   | Qual. Euro 2008                                                           | 1                                                                         |                                                                           |
| 12-9-2007                                                                 | Lisbona                                                                   | Portogallo                                                                | 1 – 1                                                                     | Serbia                                                                    | Qual. Euro 2008                                                           | -                                                                         |                                                                           |
| 13-10-2007                                                                | Baku                                                                      | Azerbaigian                                                               | 0 – 2                                                                     | Portogallo                                                                | Qual. Euro 2008                                                           | -                                                                         | Cap.                                                                      |
| 17-10-2007                                                                | Almaty                                                                    | Kazakistan                                                                | 1 – 2                                                                     | Portogallo                                                                | Qual. Euro 2008                                                           | 1                                                                         | Cap.                                                                      |
| 17-11-2007                                                                | Leiria                                                                    | Portogallo                                                                | 1 – 0                                                                     | Armenia                                                                   | Qual. Euro 2008                                                           | -                                                                         | Cap.                                                                      |
| 21-11-2007                                                                | Porto                                                                     | Portogallo                                                                | 0 – 0                                                                     | Finlandia                                                                 | Qual. Euro 2008                                                           | -                                                                         |                                                                           |
| 6-2-2008                                                                  | Zurigo                                                                    | Italia                                                                    | 3 – 1                                                                     | Portogallo                                                                | Amichevole                                                                | -                                                                         | Cap.                                                                      |
| 31-5-2008                                                                 | Viseu                                                                     | Portogallo                                                                | 2 – 0                                                                     | Georgia                                                                   | Amichevole                                                                | -                                                                         | 46’                                                                       |
| 7-6-2008                                                                  | Ginevra                                                                   | Portogallo                                                                | 2 – 0                                                                     | Turchia                                                                   | Euro 2008 - 1º turno                                                      | -                                                                         |                                                                           |
| 11-6-2008                                                                 | Ginevra                                                                   | Rep. Ceca                                                                 | 1 – 3                                                                     | Portogallo                                                                | Euro 2008 - 1º turno                                                      | 1                                                                         |                                                                           |
| 19-6-2008                                                                 | Basilea                                                                   | Portogallo                                                                | 2 – 3                                                                     | Germania                                                                  | Euro 2008 - Quarti di finale                                              | -                                                                         |                                                                           |
| 11-10-2008                                                                | Solna                                                                     | Svezia                                                                    | 0 – 0                                                                     | Portogallo                                                                | Qual. Mondiali 2010                                                       | -                                                                         | Cap.                                                                      |
| 15-10-2008                                                                | Braga                                                                     | Portogallo                                                                | 0 – 0                                                                     | Albania                                                                   | Qual. Mondiali 2010                                                       | -                                                                         | Cap.                                                                      |
| 19-11-2008                                                                | Gama                                                                      | Brasile                                                                   | 6 – 2                                                                     | Portogallo                                                                | Amichevole                                                                | -                                                                         | Cap. 85’                                                                  |
| 11-2-2009                                                                 | Faro                                                                      | Portogallo                                                                | 1 – 0                                                                     | Finlandia                                                                 | Amichevole                                                                | 1                                                                         | Cap.                                                                      |
| 28-3-2009                                                                 | Porto                                                                     | Portogallo                                                                | 0 – 0                                                                     | Svezia                                                                    | Qual. Mondiali 2010                                                       | -                                                                         | Cap.                                                                      |
| 31-3-2009                                                                 | Losanna                                                                   | Portogallo                                                                | 2 – 0                                                                     | Sudafrica                                                                 | Amichevole                                                                | -                                                                         | 57’                                                                       |
| 6-6-2009                                                                  | Tirana                                                                    | Albania                                                                   | 1 – 2                                                                     | Portogallo                                                                | Qual. Mondiali 2010                                                       | -                                                                         | Cap.                                                                      |
| 5-9-2009                                                                  | Copenaghen                                                                | Danimarca                                                                 | 1 – 1                                                                     | Portogallo                                                                | Qual. Mondiali 2010                                                       | -                                                                         | Cap.                                                                      |
| 9-9-2009                                                                  | Budapest                                                                  | Ungheria                                                                  | 0 – 1                                                                     | Portogallo                                                                | Qual. Mondiali 2010                                                       | -                                                                         | Cap.                                                                      |
| 10-10-2009                                                                | Lisbona                                                                   | Portogallo                                                                | 3 – 0                                                                     | Ungheria                                                                  | Qual. Mondiali 2010                                                       | -                                                                         | Cap. 27’                                                                  |
| 3-3-2010                                                                  | Coimbra                                                                   | Portogallo                                                                | 2 – 0                                                                     | Cina                                                                      | Amichevole                                                                | -                                                                         | Cap. 46’                                                                  |
| 24-5-2010                                                                 | Covilhã                                                                   | Portogallo                                                                | 0 – 0                                                                     | Capo Verde                                                                | Amichevole                                                                | -                                                                         | Cap. 64’                                                                  |
| 1-6-2010                                                                  | Covilhã                                                                   | Portogallo                                                                | 3 – 1                                                                     | Camerun                                                                   | Amichevole                                                                | -                                                                         | Cap.                                                                      |
| 8-6-2010                                                                  | Johannesburg                                                              | Portogallo                                                                | 3 – 0                                                                     | Mozambico                                                                 | Amichevole                                                                | -                                                                         | 62’                                                                       |
| 15-6-2010                                                                 | Port Elizabeth                                                            | Costa d'Avorio                                                            | 0 – 0                                                                     | Portogallo                                                                | Mondiali 2010 - 1º turno                                                  | -                                                                         | Cap. 20’                                                                  |
| 21-6-2010                                                                 | Città del Capo                                                            | Portogallo                                                                | 7 – 0                                                                     | Corea del Nord                                                            | Mondiali 2010 - 1º turno                                                  | 1                                                                         | Cap.                                                                      |
| 25-6-2010                                                                 | Durban                                                                    | Portogallo                                                                | 0 – 0                                                                     | Brasile                                                                   | Mondiali 2010 - 1º turno                                                  | -                                                                         | Cap.                                                                      |
| 29-6-2010                                                                 | Città del Capo                                                            | Spagna                                                                    | 1 – 0                                                                     | Portogallo                                                                | Mondiali 2010 - Ottavi di finale                                          | -                                                                         | Cap.                                                                      |
| 8-10-2010                                                                 | Porto                                                                     | Portogallo                                                                | 3 – 1                                                                     | Danimarca                                                                 | Qual. Euro 2012                                                           | 1                                                                         | Cap.                                                                      |
| 12-10-2010                                                                | Reykjavík                                                                 | Islanda                                                                   | 1 – 3                                                                     | Portogallo                                                                | Qual. Euro 2012                                                           | 1                                                                         | Cap.                                                                      |
| 17-11-2010                                                                | Lisbona                                                                   | Portogallo                                                                | 4 – 0                                                                     | Spagna                                                                    | Amichevole                                                                | -                                                                         | Cap. 9’ 46’                                                               |
| 9-2-2011                                                                  | Ginevra                                                                   | Argentina                                                                 | 2 – 1                                                                     | Portogallo                                                                | Amichevole                                                                | 1                                                                         | Cap. 60’                                                                  |
| 4-6-2011                                                                  | Lisbona                                                                   | Portogallo                                                                | 1 – 0                                                                     | Norvegia                                                                  | Qual. Euro 2012                                                           | -                                                                         | Cap.                                                                      |
| 10-8-2011                                                                 | Faro                                                                      | Portogallo                                                                | 5 – 0                                                                     | Lussemburgo                                                               | Amichevole                                                                | 1                                                                         | Cap. 46’                                                                  |
| 2-9-2011                                                                  | Nicosia                                                                   | Cipro                                                                     | 0 – 4                                                                     | Portogallo                                                                | Qual. Euro 2012                                                           | 2                                                                         | Cap. 83’                                                                  |
| 7-10-2011                                                                 | Porto                                                                     | Portogallo                                                                | 5 – 3                                                                     | Islanda                                                                   | Qual. Euro 2012                                                           | -                                                                         | Cap.                                                                      |
| 11-10-2011                                                                | Copenaghen                                                                | Danimarca                                                                 | 2 – 1                                                                     | Portogallo                                                                | Qual. Euro 2012                                                           | 1                                                                         | Cap.                                                                      |
| 11-11-2011                                                                | Zenica                                                                    | Bosnia ed Erzegovina                                                      | 0 – 0                                                                     | Portogallo                                                                | Qual. Euro 2012                                                           | -                                                                         | Cap.                                                                      |
| 15-11-2011                                                                | Lisbona                                                                   | Portogallo                                                                | 6 – 2                                                                     | Bosnia ed Erzegovina                                                      | Qual. Euro 2012                                                           | 2                                                                         | Cap.                                                                      |
| 29-2-2012                                                                 | Varsavia                                                                  | Polonia                                                                   | 0 – 0                                                                     | Portogallo                                                                | Amichevole                                                                | -                                                                         | Cap. 76’                                                                  |
| 26-5-2012                                                                 | Leiria                                                                    | Portogallo                                                                | 0 – 0                                                                     | Macedonia                                                                 | Amichevole                                                                | -                                                                         | Cap. 72’                                                                  |
| 2-6-2012                                                                  | Lisbona                                                                   | Portogallo                                                                | 1 – 3                                                                     | Turchia                                                                   | Amichevole                                                                | -                                                                         | Cap.                                                                      |
| 9-6-2012                                                                  | Leopoli                                                                   | Germania                                                                  | 1 – 0                                                                     | Portogallo                                                                | Euro 2012 - 1º turno                                                      | -                                                                         | Cap.                                                                      |
| 13-6-2012                                                                 | Leopoli                                                                   | Danimarca                                                                 | 2 – 3                                                                     | Portogallo                                                                | Euro 2012 - 1º turno                                                      | -                                                                         | Cap. 90+2’                                                                |
| 17-6-2012                                                                 | Charkiv                                                                   | Portogallo                                                                | 2 – 1                                                                     | Paesi Bassi                                                               | Euro 2012 - 1º turno                                                      | 2                                                                         | Cap.                                                                      |
| 21-6-2012                                                                 | Varsavia                                                                  | Rep. Ceca                                                                 | 0 – 1                                                                     | Portogallo                                                                | Euro 2012 - Quarti di finale                                              | 1                                                                         | Cap.                                                                      |
| 27-6-2012                                                                 | Donec'k                                                                   | Portogallo                                                                | 0 – 0 dts (2 – 4 dtr)                                                     | Spagna                                                                    | Euro 2012 - Semifinale                                                    | -                                                                         | Cap.                                                                      |
| 16-8-2012                                                                 | Faro                                                                      | Portogallo                                                                | 2 – 0                                                                     | Panama                                                                    | Amichevole                                                                | 1                                                                         | Cap. 61’                                                                  |
| 7-9-2012                                                                  | Lussemburgo                                                               | Lussemburgo                                                               | 1 – 2                                                                     | Portogallo                                                                | Qual. Mondiali 2014                                                       | 1                                                                         | Cap.                                                                      |
| 11-9-2012                                                                 | Braga                                                                     | Portogallo                                                                | 3 – 0                                                                     | Azerbaigian                                                               | Qual. Mondiali 2014                                                       | -                                                                         | Cap. 90’                                                                  |
| 12-10-2012                                                                | Mosca                                                                     | Russia                                                                    | 1 – 0                                                                     | Portogallo                                                                | Qual. Mondiali 2014                                                       | -                                                                         | Cap.                                                                      |
| 16-10-2012                                                                | Porto                                                                     | Portogallo                                                                | 1 – 1                                                                     | Irlanda del Nord                                                          | Qual. Mondiali 2014                                                       | -                                                                         | Cap.                                                                      |
| 6-2-2013                                                                  | Guimarães                                                                 | Portogallo                                                                | 2 – 3                                                                     | Ecuador                                                                   | Amichevole                                                                | 1                                                                         | Cap. 62’                                                                  |
| 22-3-2013                                                                 | Tel Aviv                                                                  | Israele                                                                   | 3 – 3                                                                     | Portogallo                                                                | Qual. Mondiali 2014                                                       | -                                                                         | Cap. 72’                                                                  |
| 7-6-2013                                                                  | Lisbona                                                                   | Portogallo                                                                | 1 – 0                                                                     | Russia                                                                    | Qual. Mondiali 2014                                                       | -                                                                         | Cap.                                                                      |
| 10-6-2013                                                                 | Ginevra                                                                   | Croazia                                                                   | 0 – 1                                                                     | Portogallo                                                                | Amichevole                                                                | 1                                                                         | Cap. 46’                                                                  |
| 14-8-2013                                                                 | Faro                                                                      | Portogallo                                                                | 1 – 1                                                                     | Paesi Bassi                                                               | Amichevole                                                                | 1                                                                         | Cap.                                                                      |
| 6-9-2013                                                                  | Belfast                                                                   | Irlanda del Nord                                                          | 2 – 4                                                                     | Portogallo                                                                | Qual. Mondiali 2014                                                       | 3                                                                         | Cap. 43’ 90’                                                              |
| 11-10-2013                                                                | Lisbona                                                                   | Portogallo                                                                | 1 – 1                                                                     | Israele                                                                   | Qual. Mondiali 2014                                                       | -                                                                         | Cap. 90+1’                                                                |
| 15-11-2013                                                                | Lisbona                                                                   | Portogallo                                                                | 1 – 0                                                                     | Svezia                                                                    | Qual. Mondiali 2014                                                       | 1                                                                         | Cap. 77’                                                                  |
| 19-11-2013                                                                | Solna                                                                     | Svezia                                                                    | 2 – 3                                                                     | Portogallo                                                                | Qual. Mondiali 2014                                                       | 3                                                                         | Cap.                                                                      |
| 5-3-2014                                                                  | Leiria                                                                    | Portogallo                                                                | 5 – 1                                                                     | Camerun                                                                   | Amichevole                                                                | 2                                                                         | Cap. 87’                                                                  |
| 10-6-2014                                                                 | East Rutherford                                                           | Irlanda                                                                   | 1 – 5                                                                     | Portogallo                                                                | Amichevole                                                                | -                                                                         | Cap. 65’                                                                  |
| 16-6-2014                                                                 | Salvador                                                                  | Germania                                                                  | 4 – 0                                                                     | Portogallo                                                                | Mondiali 2014 - 1º turno                                                  | -                                                                         | Cap.                                                                      |
| 22-6-2014                                                                 | Manaus                                                                    | Stati Uniti                                                               | 2 – 2                                                                     | Portogallo                                                                | Mondiali 2014 - 1º turno                                                  | -                                                                         | Cap.                                                                      |
| 26-6-2014                                                                 | Brasilia                                                                  | Portogallo                                                                | 2 – 1                                                                     | Ghana                                                                     | Mondiali 2014 - 1º turno                                                  | 1                                                                         | Cap.                                                                      |
| 11-10-2014                                                                | Saint-Denis                                                               | Francia                                                                   | 2 – 1                                                                     | Portogallo                                                                | Amichevole                                                                | -                                                                         | Cap. 76’                                                                  |
| 14-10-2014                                                                | Copenaghen                                                                | Danimarca                                                                 | 0 – 1                                                                     | Portogallo                                                                | Qual. Euro 2016                                                           | 1                                                                         | Cap. 90+2’                                                                |
| 14-11-2014                                                                | Faro                                                                      | Portogallo                                                                | 1 – 0                                                                     | Armenia                                                                   | Qual. Euro 2016                                                           | 1                                                                         | Cap.                                                                      |
| 18-11-2014                                                                | Manchester                                                                | Argentina                                                                 | 0 – 1                                                                     | Portogallo                                                                | Amichevole                                                                | -                                                                         | Cap. 46’                                                                  |
| 29-3-2015                                                                 | Lisbona                                                                   | Portogallo                                                                | 2 – 1                                                                     | Serbia                                                                    | Qual. Euro 2016                                                           | -                                                                         | Cap.                                                                      |
| 13-6-2015                                                                 | Erevan                                                                    | Armenia                                                                   | 2 – 3                                                                     | Portogallo                                                                | Qual. Euro 2016                                                           | 3                                                                         | Cap.                                                                      |
| 4-9-2015                                                                  | Lisbona                                                                   | Portogallo                                                                | 0 – 1                                                                     | Francia                                                                   | Amichevole                                                                | -                                                                         | Cap. 67’                                                                  |
| 7-9-2015                                                                  | Elbasan                                                                   | Albania                                                                   | 0 – 1                                                                     | Portogallo                                                                | Qual. Euro 2016                                                           | -                                                                         | Cap.                                                                      |
| 8-10-2015                                                                 | Braga                                                                     | Portogallo                                                                | 1 – 0                                                                     | Danimarca                                                                 | Qual. Euro 2016                                                           | -                                                                         | Cap.                                                                      |
| 25-3-2016                                                                 | Leiria                                                                    | Portogallo                                                                | 0 – 1                                                                     | Bulgaria                                                                  | Amichevole                                                                | -                                                                         | Cap.                                                                      |
| 29-3-2016                                                                 | Leiria                                                                    | Portogallo                                                                | 2 – 1                                                                     | Belgio                                                                    | Amichevole                                                                | 1                                                                         | Cap. 61’                                                                  |
| 8-6-2016                                                                  | Lisbona                                                                   | Portogallo                                                                | 7 – 0                                                                     | Estonia                                                                   | Amichevole                                                                | 2                                                                         | Cap. 46’                                                                  |
| 14-6-2016                                                                 | Saint-Étienne                                                             | Portogallo                                                                | 1 – 1                                                                     | Islanda                                                                   | Euro 2016 - 1º turno                                                      | -                                                                         | Cap.                                                                      |
| 18-6-2016                                                                 | Parigi                                                                    | Portogallo                                                                | 0 – 0                                                                     | Austria                                                                   | Euro 2016 - 1º turno                                                      | -                                                                         | Cap.                                                                      |
| 22-6-2016                                                                 | Lione                                                                     | Ungheria                                                                  | 3 – 3                                                                     | Portogallo                                                                | Euro 2016 - 1º turno                                                      | 2                                                                         | Cap.                                                                      |
| 25-6-2016                                                                 | Lens                                                                      | Croazia                                                                   | 0 – 1 dts                                                                 | Portogallo                                                                | Euro 2016 - Ottavi di finale                                              | -                                                                         | Cap.                                                                      |
| 30-6-2016                                                                 | Marsiglia                                                                 | Polonia                                                                   | 1 – 1 dts (3 – 5 dtr)                                                     | Portogallo                                                                | Euro 2016 - Quarti di finale                                              | -                                                                         | Cap.                                                                      |
| 6-7-2016                                                                  | Lione                                                                     | Portogallo                                                                | 2 – 0                                                                     | Galles                                                                    | Euro 2016 - Semifinale                                                    | 1                                                                         | Cap. 72’                                                                  |
| 10-7-2016                                                                 | Saint-Denis                                                               | Portogallo                                                                | 1 – 0 dts                                                                 | Francia                                                                   | Euro 2016 - Finale                                                        | -                                                                         | Cap. 25’                                                                  |
| 7-10-2016                                                                 | Aveiro                                                                    | Portogallo                                                                | 6 – 0                                                                     | Andorra                                                                   | Qual. Mondiali 2018                                                       | 4                                                                         | Cap.                                                                      |
| 10-10-2016                                                                | Tórshavn                                                                  | Fær Øer                                                                   | 0 – 6                                                                     | Portogallo                                                                | Qual. Mondiali 2018                                                       | 1                                                                         | Cap.                                                                      |
| 13-11-2016                                                                | Faro                                                                      | Portogallo                                                                | 4 – 1                                                                     | Lettonia                                                                  | Qual. Mondiali 2018                                                       | 2                                                                         | Cap.                                                                      |
| 25-3-2017                                                                 | Lisbona                                                                   | Portogallo                                                                | 3 – 0                                                                     | Ungheria                                                                  | Qual. Mondiali 2018                                                       | 2                                                                         | Cap.                                                                      |
| 28-3-2017                                                                 | Funchal                                                                   | Portogallo                                                                | 2 – 3                                                                     | Svezia                                                                    | Amichevole                                                                | 1                                                                         | Cap. 58’                                                                  |
| 9-6-2017                                                                  | Riga                                                                      | Lettonia                                                                  | 0 – 3                                                                     | Portogallo                                                                | Qual. Mondiali 2018                                                       | 2                                                                         | Cap.                                                                      |
| 18-6-2017                                                                 | Kazan'                                                                    | Portogallo                                                                | 2 – 2                                                                     | Messico                                                                   | Conf. Cup 2017 - 1º turno                                                 | -                                                                         | Cap.                                                                      |
| 21-6-2017                                                                 | Mosca                                                                     | Russia                                                                    | 0 – 1                                                                     | Portogallo                                                                | Conf. Cup 2017 - 1º turno                                                 | 1                                                                         | Cap.                                                                      |
| 24-6-2017                                                                 | San Pietroburgo                                                           | Nuova Zelanda                                                             | 0 – 4                                                                     | Portogallo                                                                | Conf. Cup 2017 - 1º turno                                                 | 1                                                                         | Cap. 67’                                                                  |
| 28-6-2017                                                                 | Kazan'                                                                    | Portogallo                                                                | 0 – 0 dts (0 – 3 dtr)                                                     | Cile                                                                      | Conf. Cup 2017 - Semifinale                                               | -                                                                         | Cap.                                                                      |
| 31-8-2017                                                                 | Porto                                                                     | Portogallo                                                                | 5 – 1                                                                     | Fær Øer                                                                   | Qual. Mondiali 2018                                                       | 3                                                                         | Cap.                                                                      |
| 3-9-2017                                                                  | Budapest                                                                  | Ungheria                                                                  | 0 – 1                                                                     | Portogallo                                                                | Qual. Mondiali 2018                                                       | -                                                                         | Cap. 89’                                                                  |
| 7-10-2017                                                                 | Andorra la Vella                                                          | Andorra                                                                   | 0 – 2                                                                     | Portogallo                                                                | Qual. Mondiali 2018                                                       | 1                                                                         | 46’                                                                       |
| 10-10-2017                                                                | Lisbona                                                                   | Portogallo                                                                | 2 – 0                                                                     | Svizzera                                                                  | Qual. Mondiali 2018                                                       | -                                                                         | Cap.                                                                      |
| 23-3-2018                                                                 | Zurigo                                                                    | Portogallo                                                                | 2 – 1                                                                     | Egitto                                                                    | Amichevole                                                                | 2                                                                         | Cap.                                                                      |
| 26-3-2018                                                                 | Ginevra                                                                   | Portogallo                                                                | 0 – 3                                                                     | Paesi Bassi                                                               | Amichevole                                                                | -                                                                         | Cap. 68’                                                                  |
| 7-6-2018                                                                  | Lisbona                                                                   | Portogallo                                                                | 3 – 0                                                                     | Algeria                                                                   | Amichevole                                                                | -                                                                         | Cap. 74’                                                                  |
| 15-6-2018                                                                 | Soči                                                                      | Portogallo                                                                | 3 – 3                                                                     | Spagna                                                                    | Mondiali 2018 - 1º turno                                                  | 3                                                                         | Cap.                                                                      |
| 20-6-2018                                                                 | Mosca                                                                     | Portogallo                                                                | 1 – 0                                                                     | Marocco                                                                   | Mondiali 2018 - 1º turno                                                  | 1                                                                         | Cap.                                                                      |
| 25-6-2018                                                                 | Saransk                                                                   | Iran                                                                      | 1 – 1                                                                     | Portogallo                                                                | Mondiali 2018 - 1º turno                                                  | -                                                                         | Cap. 83’                                                                  |
| 30-6-2018                                                                 | Soči                                                                      | Uruguay                                                                   | 2 – 1                                                                     | Portogallo                                                                | Mondiali 2018 - Ottavi di finale                                          | -                                                                         | Cap. 90+4’                                                                |
| 22-3-2019                                                                 | Lisbona                                                                   | Portogallo                                                                | 0 – 0                                                                     | Ucraina                                                                   | Qual. Euro 2020                                                           | -                                                                         | Cap.                                                                      |
| 25-3-2019                                                                 | Lisbona                                                                   | Portogallo                                                                | 1 – 1                                                                     | Serbia                                                                    | Qual. Euro 2020                                                           | -                                                                         | Cap. 31’                                                                  |
| 5-6-2019                                                                  | Porto                                                                     | Portogallo                                                                | 3 – 1                                                                     | Svizzera                                                                  | UEFA Nations League 2018-2019 - Semifinale                                | 3                                                                         | Cap.                                                                      |
| 9-6-2019                                                                  | Porto                                                                     | Portogallo                                                                | 1 – 0                                                                     | Paesi Bassi                                                               | UEFA Nations League 2018-2019 - Finale                                    | -                                                                         | Cap.                                                                      |
| 7-9-2019                                                                  | Belgrado                                                                  | Serbia                                                                    | 2 – 4                                                                     | Portogallo                                                                | Qual. Euro 2020                                                           | 1                                                                         | Cap.                                                                      |
| 10-9-2019                                                                 | Vilnius                                                                   | Lituania                                                                  | 1 – 5                                                                     | Portogallo                                                                | Qual. Euro 2020                                                           | 4                                                                         | Cap. 79’                                                                  |
| 11-10-2019                                                                | Lisbona                                                                   | Portogallo                                                                | 3 – 0                                                                     | Lussemburgo                                                               | Qual. Euro 2020                                                           | 1                                                                         | Cap.                                                                      |
| 14-10-2019                                                                | Kiev                                                                      | Ucraina                                                                   | 2 – 1                                                                     | Portogallo                                                                | Qual. Euro 2020                                                           | 1                                                                         | Cap.                                                                      |
| 14-11-2019                                                                | Faro                                                                      | Portogallo                                                                | 6 – 0                                                                     | Lituania                                                                  | Qual. Euro 2020                                                           | 3                                                                         | Cap. 83’                                                                  |
| 17-11-2019                                                                | Lussemburgo                                                               | Lussemburgo                                                               | 0 – 2                                                                     | Portogallo                                                                | Qual. Euro 2020                                                           | 1                                                                         | Cap.                                                                      |
| 8-9-2020                                                                  | Stoccolma                                                                 | Svezia                                                                    | 0 – 2                                                                     | Portogallo                                                                | UEFA Nations League 2020-2021 - 1º turno                                  | 2                                                                         | Cap.                                                                      |
| 7-10-2020                                                                 | Lisbona                                                                   | Portogallo                                                                | 0 – 0                                                                     | Spagna                                                                    | Amichevole                                                                | -                                                                         | Cap. 72’                                                                  |
| 11-10-2020                                                                | Saint-Denis                                                               | Francia                                                                   | 0 – 0                                                                     | Portogallo                                                                | UEFA Nations League 2020-2021 - 1º turno                                  | -                                                                         | Cap.                                                                      |
| 11-11-2020                                                                | Lisbona                                                                   | Portogallo                                                                | 7 – 0                                                                     | Andorra                                                                   | Amichevole                                                                | 1                                                                         | 46’                                                                       |
| 14-11-2020                                                                | Lisbona                                                                   | Portogallo                                                                | 0 – 1                                                                     | Francia                                                                   | UEFA Nations League 2020-2021 - 1º turno                                  | -                                                                         | Cap.                                                                      |
| 17-11-2020                                                                | Spalato                                                                   | Croazia                                                                   | 2 – 3                                                                     | Portogallo                                                                | UEFA Nations League 2020-2021 - 1º turno                                  | -                                                                         | Cap. 54’                                                                  |
| 24-3-2021                                                                 | Torino                                                                    | Portogallo                                                                | 1 – 0                                                                     | Azerbaigian                                                               | Qual. Mondiali 2022                                                       | -                                                                         | Cap.                                                                      |
| 27-3-2021                                                                 | Belgrado                                                                  | Serbia                                                                    | 2 – 2                                                                     | Portogallo                                                                | Qual. Mondiali 2022                                                       | -                                                                         | Cap. 90+4’                                                                |
| 30-3-2021                                                                 | Lussemburgo                                                               | Lussemburgo                                                               | 1 – 3                                                                     | Portogallo                                                                | Qual. Mondiali 2022                                                       | 1                                                                         | Cap.                                                                      |
| 4-6-2021                                                                  | Madrid                                                                    | Spagna                                                                    | 0 – 0                                                                     | Portogallo                                                                | Amichevole                                                                | -                                                                         | Cap.                                                                      |
| 9-6-2021                                                                  | Lisbona                                                                   | Portogallo                                                                | 4 – 0                                                                     | Israele                                                                   | Amichevole                                                                | 1                                                                         | Cap. 71’                                                                  |
| 15-6-2021                                                                 | Budapest                                                                  | Ungheria                                                                  | 0 – 3                                                                     | Portogallo                                                                | Euro 2020 - 1º turno                                                      | 2                                                                         | Cap.                                                                      |
| 19-6-2021                                                                 | Monaco di Baviera                                                         | Portogallo                                                                | 2 – 4                                                                     | Germania                                                                  | Euro 2020 - 1º turno                                                      | 1                                                                         | Cap.                                                                      |
| 23-6-2021                                                                 | Budapest                                                                  | Portogallo                                                                | 2 – 2                                                                     | Francia                                                                   | Euro 2020 - 1º turno                                                      | 2                                                                         | Cap.                                                                      |
| 27-6-2021                                                                 | Siviglia                                                                  | Belgio                                                                    | 1 – 0                                                                     | Portogallo                                                                | Euro 2020 - Ottavi di finale                                              | -                                                                         | Cap.                                                                      |
| 1-9-2021                                                                  | Faro                                                                      | Portogallo                                                                | 2 – 1                                                                     | Irlanda                                                                   | Qual. Mondiali 2022                                                       | 2                                                                         | Cap. 90+7’                                                                |
| 9-10-2021                                                                 | Faro                                                                      | Portogallo                                                                | 3 – 0                                                                     | Qatar                                                                     | Amichevole                                                                | 1                                                                         | Cap. 46’                                                                  |
| 12-10-2021                                                                | Faro                                                                      | Portogallo                                                                | 5 – 0                                                                     | Lussemburgo                                                               | Qual. Mondiali 2022                                                       | 3                                                                         | Cap.                                                                      |
| 11-11-2021                                                                | Dublino                                                                   | Irlanda                                                                   | 0 – 0                                                                     | Portogallo                                                                | Qual. Mondiali 2022                                                       | -                                                                         | Cap.                                                                      |
| 14-11-2021                                                                | Lisbona                                                                   | Portogallo                                                                | 1 – 2                                                                     | Serbia                                                                    | Qual. Mondiali 2022                                                       | -                                                                         | Cap.                                                                      |
| 24-3-2022                                                                 | Porto                                                                     | Portogallo                                                                | 3 – 1                                                                     | Turchia                                                                   | Qual. Mondiali 2022                                                       | -                                                                         | Cap.                                                                      |
| 29-3-2022                                                                 | Porto                                                                     | Portogallo                                                                | 2 – 0                                                                     | Macedonia del Nord                                                        | Qual. Mondiali 2022                                                       | -                                                                         | Cap.                                                                      |
| 2-6-2022                                                                  | Siviglia                                                                  | Spagna                                                                    | 1 – 1                                                                     | Portogallo                                                                | UEFA Nations League 2022-2023 - 1º turno                                  | -                                                                         | 62’                                                                       |
| 5-6-2022                                                                  | Lisbona                                                                   | Portogallo                                                                | 4 – 0                                                                     | Svizzera                                                                  | UEFA Nations League 2022-2023 - 1º turno                                  | 2                                                                         | Cap.                                                                      |
| 9-6-2022                                                                  | Lisbona                                                                   | Portogallo                                                                | 2 – 0                                                                     | Rep. Ceca                                                                 | UEFA Nations League 2022-2023 - 1º turno                                  | -                                                                         | Cap. 52’                                                                  |
| 24-9-2022                                                                 | Praga                                                                     | Rep. Ceca                                                                 | 0 – 4                                                                     | Portogallo                                                                | UEFA Nations League 2022-2023 - 1º turno                                  | -                                                                         | Cap.                                                                      |
| 27-9-2022                                                                 | Braga                                                                     | Portogallo                                                                | 0 – 1                                                                     | Spagna                                                                    | UEFA Nations League 2022-2023 - 1º turno                                  | -                                                                         | Cap.                                                                      |
| 24-11-2022                                                                | Doha                                                                      | Portogallo                                                                | 3 – 2                                                                     | Ghana                                                                     | Mondiali 2022 - 1º turno                                                  | 1                                                                         | Cap. 88’                                                                  |
| 28-11-2022                                                                | Lusail                                                                    | Portogallo                                                                | 2 – 0                                                                     | Uruguay                                                                   | Mondiali 2022 - 1º turno                                                  | -                                                                         | Cap. 82’                                                                  |
| 2-12-2022                                                                 | Al Rayyan                                                                 | Corea del Sud                                                             | 2 – 1                                                                     | Portogallo                                                                | Mondiali 2022 - 1º turno                                                  | -                                                                         | Cap. 65’                                                                  |
| 6-12-2022                                                                 | Lusail                                                                    | Portogallo                                                                | 6 – 1                                                                     | Svizzera                                                                  | Mondiali 2022 - Ottavi di finale                                          | -                                                                         | 74’                                                                       |
| 10-12-2022                                                                | Doha                                                                      | Marocco                                                                   | 1 – 0                                                                     | Portogallo                                                                | Mondiali 2022 - Quarti di finale                                          | -                                                                         | 51’                                                                       |
| 23-3-2023                                                                 | Lisbona                                                                   | Portogallo                                                                | 4 – 0                                                                     | Liechtenstein                                                             | Qual. Euro 2024                                                           | 2                                                                         | Cap. 78’                                                                  |
| 26-3-2023                                                                 | Lussemburgo                                                               | Lussemburgo                                                               | 0 – 6                                                                     | Portogallo                                                                | Qual. Euro 2024                                                           | 2                                                                         | Cap. 57’ 64’                                                              |
| 17-6-2023                                                                 | Lisbona                                                                   | Portogallo                                                                | 3 – 0                                                                     | Bosnia ed Erzegovina                                                      | Qual. Euro 2024                                                           | -                                                                         | Cap.                                                                      |
| 20-6-2023                                                                 | Reykjavík                                                                 | Islanda                                                                   | 0 – 1                                                                     | Portogallo                                                                | Qual. Euro 2024                                                           | 1                                                                         | Cap. 83’                                                                  |
| 8-9-2023                                                                  | Bratislava                                                                | Slovacchia                                                                | 0 – 1                                                                     | Portogallo                                                                | Qual. Euro 2024                                                           | -                                                                         | Cap. 62’                                                                  |
| 13-10-2023                                                                | Porto                                                                     | Portogallo                                                                | 3 – 2                                                                     | Slovacchia                                                                | Qual. Euro 2024                                                           | 2                                                                         | Cap.                                                                      |
| 16-10-2023                                                                | Zenica                                                                    | Bosnia ed Erzegovina                                                      | 0 – 5                                                                     | Portogallo                                                                | Qual. Euro 2024                                                           | 2                                                                         | Cap. 66’                                                                  |
| 16-11-2023                                                                | Vaduz                                                                     | Liechtenstein                                                             | 0 – 2                                                                     | Portogallo                                                                | Qual. Euro 2024                                                           | 1                                                                         | Cap. 67’                                                                  |
| 19-11-2023                                                                | Lisbona                                                                   | Portogallo                                                                | 2 – 0                                                                     | Islanda                                                                   | Qual. Euro 2024                                                           | -                                                                         | Cap.                                                                      |
| 26-3-2024                                                                 | Lubiana                                                                   | Slovenia                                                                  | 2 – 0                                                                     | Portogallo                                                                | Amichevole                                                                | -                                                                         | Cap.                                                                      |
| 11-6-2024                                                                 | Aveiro                                                                    | Portogallo                                                                | 3 – 0                                                                     | Irlanda                                                                   | Amichevole                                                                | 2                                                                         | Cap.                                                                      |
| 18-6-2024                                                                 | Lipsia                                                                    | Portogallo                                                                | 2 – 1                                                                     | Rep. Ceca                                                                 | Euro 2024 - 1º turno                                                      | -                                                                         | Cap.                                                                      |
| 22-6-2024                                                                 | Dortmund                                                                  | Turchia                                                                   | 0 – 3                                                                     | Portogallo                                                                | Euro 2024 - 1º turno                                                      | -                                                                         | Cap.                                                                      |
| 26-6-2024                                                                 | Gelsenkirchen                                                             | Georgia                                                                   | 2 – 0                                                                     | Portogallo                                                                | Euro 2024 - 1º turno                                                      | -                                                                         | Cap. 28’ 66’                                                              |
| 1-7-2024                                                                  | Francoforte sul Meno                                                      | Portogallo                                                                | 0 – 0 dts (3 – 0 dtr)                                                     | Slovenia                                                                  | Euro 2024 - Ottavi di finale                                              | -                                                                         | Cap.                                                                      |
| 5-7-2024                                                                  | Amburgo                                                                   | Portogallo                                                                | 0 – 0 dts (3 – 5 dtr)                                                     | Francia                                                                   | Euro 2024 - Quarti di finale                                              | -                                                                         | Cap.                                                                      |
| 5-9-2024                                                                  | Lisbona                                                                   | Portogallo                                                                | 2 – 1                                                                     | Croazia                                                                   | UEFA Nations League 2024-2025 - 1º turno                                  | 1                                                                         | Cap. 87’                                                                  |
| 8-9-2024                                                                  | Lisbona                                                                   | Portogallo                                                                | 2 – 1                                                                     | Scozia                                                                    | UEFA Nations League 2024-2025 - 1º turno                                  | 1                                                                         | 46’                                                                       |
| 12-10-2024                                                                | Varsavia                                                                  | Polonia                                                                   | 1 – 3                                                                     | Portogallo                                                                | UEFA Nations League 2024-2025 - 1º turno                                  | 1                                                                         | Cap. 63’                                                                  |
| 15-10-2024                                                                | Glasgow                                                                   | Scozia                                                                    | 0 – 0                                                                     | Portogallo                                                                | UEFA Nations League 2024-2025 - 1º turno                                  | -                                                                         | Cap.                                                                      |
| 15-11-2024                                                                | Porto                                                                     | Portogallo                                                                | 5 – 1                                                                     | Polonia                                                                   | UEFA Nations League 2024-2025 - 1º turno                                  | 2                                                                         | Cap.                                                                      |
| 20-3-2025                                                                 | Copenaghen                                                                | Danimarca                                                                 | 1 – 0                                                                     | Portogallo                                                                | UEFA Nations League 2024-2025 - Quarti di finale                          | -                                                                         | Cap.                                                                      |
| 23-3-2025                                                                 | Lisbona                                                                   | Portogallo                                                                | 5 – 2 dts                                                                 | Danimarca                                                                 | UEFA Nations League 2024-2025 - Quarti di finale                          | 1                                                                         | Cap. 90+2’                                                                |
| 4-6-2025                                                                  | Monaco di Baviera                                                         | Germania                                                                  | 1 – 2                                                                     | Portogallo                                                                | UEFA Nations League 2024-2025 - Semifinale                                | 1                                                                         | Cap. 90’                                                                  |
| 8-6-2025                                                                  | Monaco di Baviera                                                         | Portogallo                                                                | 2 – 2 dts (5 – 3 dtr)                                                     | Spagna                                                                    | UEFA Nations League 2024-2025 - Finale                                    | 1                                                                         | Cap. 88’                                                                  |
| Totale                                                                    |                                                                           | Presenze (1º posto)                                                       | 221                                                                       |                                                                           | Reti (1º posto)                                                           | 138                                                                       |                                                                           |

| Cronologia completa delle presenze e delle reti in nazionale ― Portogallo olimpica | Cronologia completa delle presenze e delle reti in nazionale ― Portogallo olimpica | Cronologia completa delle presenze e delle reti in nazionale ― Portogallo olimpica | Cronologia completa delle presenze e delle reti in nazionale ― Portogallo olimpica | Cronologia completa delle presenze e delle reti in nazionale ― Portogallo olimpica | Cronologia completa delle presenze e delle reti in nazionale ― Portogallo olimpica | Cronologia completa delle presenze e delle reti in nazionale ― Portogallo olimpica | Cronologia completa delle presenze e delle reti in nazionale ― Portogallo olimpica |
| Data                                                                               | Città                                                                              | In casa                                                                            | Risultato                                                                          | Ospiti                                                                             | Competizione                                                                       | Reti                                                                               | Note                                                                               |
| ---------------------------------------------------------------------------------- | ---------------------------------------------------------------------------------- | ---------------------------------------------------------------------------------- | ---------------------------------------------------------------------------------- | ---------------------------------------------------------------------------------- | ---------------------------------------------------------------------------------- | ---------------------------------------------------------------------------------- | ---------------------------------------------------------------------------------- |
| 4-8-2004                                                                           | Lisbona                                                                            | Portogallo olimpica                                                                | 5 – 0                                                                              | Paraguay olimpica                                                                  | Amichevole                                                                         | 1                                                                                  |                                                                                    |
| 12-8-2004                                                                          | Patrasso                                                                           | Iraq olimpica                                                                      | 4 – 2                                                                              | Portogallo olimpica                                                                | Olimpiadi 2004 - 1º turno                                                          | -                                                                                  | 19’                                                                                |
| 15-8-2004                                                                          | Candia                                                                             | Marocco olimpica                                                                   | 1 – 2                                                                              | Portogallo olimpica                                                                | Olimpiadi 2004 - 1º turno                                                          | 1                                                                                  | 90+4’                                                                              |
| Totale                                                                             |                                                                                    | Presenze                                                                           | 3                                                                                  |                                                                                    | Reti                                                                               | 2                                                                                  |                                                                                    |

| Cronologia completa delle presenze e delle reti in nazionale ― Portogallo under 21 | Cronologia completa delle presenze e delle reti in nazionale ― Portogallo under 21 | Cronologia completa delle presenze e delle reti in nazionale ― Portogallo under 21 | Cronologia completa delle presenze e delle reti in nazionale ― Portogallo under 21 | Cronologia completa delle presenze e delle reti in nazionale ― Portogallo under 21 | Cronologia completa delle presenze e delle reti in nazionale ― Portogallo under 21 | Cronologia completa delle presenze e delle reti in nazionale ― Portogallo under 21 | Cronologia completa delle presenze e delle reti in nazionale ― Portogallo under 21 |
| Data                                                                               | Città                                                                              | In casa                                                                            | Risultato                                                                          | Ospiti                                                                             | Competizione                                                                       | Reti                                                                               | Note                                                                               |
| ---------------------------------------------------------------------------------- | ---------------------------------------------------------------------------------- | ---------------------------------------------------------------------------------- | ---------------------------------------------------------------------------------- | ---------------------------------------------------------------------------------- | ---------------------------------------------------------------------------------- | ---------------------------------------------------------------------------------- | ---------------------------------------------------------------------------------- |
| 19-11-2002                                                                         | Barcelos                                                                           | Portogallo under 21                                                                | 2 – 0                                                                              | Grecia under 21                                                                    | Amichevole                                                                         | 1                                                                                  | 69’                                                                                |
| 11-2-2003                                                                          | Faro                                                                               | Portogallo under 21                                                                | 2 – 1                                                                              | Svizzera under 21                                                                  | Amichevole                                                                         | -                                                                                  | 78’                                                                                |
| 28-3-2003                                                                          | Rio Maior                                                                          | Portogallo under 21                                                                | 4 – 2                                                                              | Inghilterra under 21                                                               | Qual. Europeo Under-21 2004                                                        | 1                                                                                  | 80’                                                                                |
| 1-4-2003                                                                           | Bratislava                                                                         | Slovacchia under 21                                                                | 0 – 2                                                                              | Portogallo under 21                                                                | Qual. Europeo Under-21 2004                                                        | -                                                                                  | 46’                                                                                |
| 29-4-2003                                                                          | Guarda                                                                             | Portogallo under 21                                                                | 2 – 2                                                                              | Norvegia under 21                                                                  | Amichevole                                                                         | -                                                                                  | 35’ 46’                                                                            |
| 6-6-2003                                                                           | Niš                                                                                | Macedonia under 21                                                                 | 1 – 4                                                                              | Portogallo under 21                                                                | Qual. Europeo Under-21 2004                                                        | -                                                                                  |                                                                                    |
| 5-9-2003                                                                           | Viseu                                                                              | Portogallo under 21                                                                | 1 – 2                                                                              | Turchia under 21                                                                   | Qual. Europeo Under-21 2004                                                        | -                                                                                  |                                                                                    |
| 9-9-2003                                                                           | Liverpool                                                                          | Inghilterra under 21                                                               | 1 – 2                                                                              | Portogallo under 21                                                                | Qual. Europeo Under-21 2004                                                        | -                                                                                  | 84’                                                                                |
| 15-11-2003                                                                         | Guimarães                                                                          | Portogallo under 21                                                                | 1 – 2                                                                              | Francia under 21                                                                   | Qual. Europeo Under-21 2004                                                        | -                                                                                  | 70’                                                                                |
| 18-11-2003                                                                         | Clermont-Ferrand                                                                   | Francia under 21                                                                   | 1 – 2 dts (1 – 4 dtr)                                                              | Portogallo under 21                                                                | Qual. Europeo Under-21 2004                                                        | 1                                                                                  |                                                                                    |
| Totale                                                                             |                                                                                    | Presenze                                                                           | 10                                                                                 |                                                                                    | Reti                                                                               | 3                                                                                  |                                                                                    |

| Cronologia completa delle presenze e delle reti in nazionale ― Portogallo under 20 | Cronologia completa delle presenze e delle reti in nazionale ― Portogallo under 20 | Cronologia completa delle presenze e delle reti in nazionale ― Portogallo under 20 | Cronologia completa delle presenze e delle reti in nazionale ― Portogallo under 20 | Cronologia completa delle presenze e delle reti in nazionale ― Portogallo under 20 | Cronologia completa delle presenze e delle reti in nazionale ― Portogallo under 20 | Cronologia completa delle presenze e delle reti in nazionale ― Portogallo under 20 | Cronologia completa delle presenze e delle reti in nazionale ― Portogallo under 20 |
| Data                                                                               | Città                                                                              | In casa                                                                            | Risultato                                                                          | Ospiti                                                                             | Competizione                                                                       | Reti                                                                               | Note                                                                               |
| ---------------------------------------------------------------------------------- | ---------------------------------------------------------------------------------- | ---------------------------------------------------------------------------------- | ---------------------------------------------------------------------------------- | ---------------------------------------------------------------------------------- | ---------------------------------------------------------------------------------- | ---------------------------------------------------------------------------------- | ---------------------------------------------------------------------------------- |
| 11-6-2003                                                                          | Nîmes                                                                              | Inghilterra under 20                                                               | 0 – 3                                                                              | Portogallo under 20                                                                | Torneo di Tolone 2003 - 1º turno                                                   | 1                                                                                  |                                                                                    |
| 15-6-2003                                                                          | Tolone                                                                             | Argentina under 20                                                                 | 0 – 3                                                                              | Portogallo under 20                                                                | Torneo di Tolone 2003 - 1º turno                                                   | -                                                                                  |                                                                                    |
| 17-6-2003                                                                          | Frejus                                                                             | Giappone under 20                                                                  | 1 – 0                                                                              | Portogallo under 20                                                                | Torneo di Tolone 2003 - 1º turno                                                   | -                                                                                  | 49’                                                                                |
| 19-6-2003                                                                          | La Seyne-sur-Mer                                                                   | Turchia under 20                                                                   | 0 – 2                                                                              | Portogallo under 20                                                                | Torneo di Tolone 2003 - 1º turno                                                   | -                                                                                  |                                                                                    |
| 21-6-2003                                                                          | Tolone                                                                             | Italia under 20                                                                    | 1 – 3                                                                              | Portogallo under 20                                                                | Torneo di Tolone 2003 - Finale                                                     | -                                                                                  |                                                                                    |
| Totale                                                                             |                                                                                    | Presenze                                                                           | 5                                                                                  |                                                                                    | Reti                                                                               | 1                                                                                  |                                                                                    |

| Cronologia completa delle presenze e delle reti in nazionale ― Portogallo under 17 | Cronologia completa delle presenze e delle reti in nazionale ― Portogallo under 17 | Cronologia completa delle presenze e delle reti in nazionale ― Portogallo under 17 | Cronologia completa delle presenze e delle reti in nazionale ― Portogallo under 17 | Cronologia completa delle presenze e delle reti in nazionale ― Portogallo under 17 | Cronologia completa delle presenze e delle reti in nazionale ― Portogallo under 17 | Cronologia completa delle presenze e delle reti in nazionale ― Portogallo under 17 | Cronologia completa delle presenze e delle reti in nazionale ― Portogallo under 17 |
| Data                                                                               | Città                                                                              | In casa                                                                            | Risultato                                                                          | Ospiti                                                                             | Competizione                                                                       | Reti                                                                               | Note                                                                               |
| ---------------------------------------------------------------------------------- | ---------------------------------------------------------------------------------- | ---------------------------------------------------------------------------------- | ---------------------------------------------------------------------------------- | ---------------------------------------------------------------------------------- | ---------------------------------------------------------------------------------- | ---------------------------------------------------------------------------------- | ---------------------------------------------------------------------------------- |
| 10-10-2001                                                                         | Covilhã                                                                            | Portogallo under 17                                                                | 3 – 0                                                                              | Paesi Bassi under 17                                                               | Amichevole                                                                         | 1                                                                                  |                                                                                    |
| 11-12-2001                                                                         | Sines                                                                              | Portogallo under 17                                                                | 1 – 1                                                                              | Inghilterra under 17                                                               | Amichevole                                                                         | -                                                                                  |                                                                                    |
| 13-12-2001                                                                         | Santiago do Cacém                                                                  | Portogallo under 17                                                                | 1 – 1                                                                              | Inghilterra under 17                                                               | Amichevole                                                                         | 1                                                                                  | 40’                                                                                |
| 6-3-2002                                                                           | Andorra la Vella                                                                   | Portogallo under 17                                                                | 2 – 0                                                                              | San Marino under 17                                                                | Qual. Europeo Under-17 2002                                                        | 1                                                                                  | 51’                                                                                |
| 8-3-2002                                                                           | Andorra la Vella                                                                   | Andorra under 17                                                                   | 0 – 4                                                                              | Portogallo under 17                                                                | Qual. Europeo Under-17 2002                                                        | 2                                                                                  |                                                                                    |
| 28-4-2002                                                                          | Kongens Lyngby                                                                     | Portogallo under 17                                                                | 0 – 2                                                                              | Francia under 17                                                                   | Europeo Under-17 2002 - 1º turno                                                   | -                                                                                  | 19’, 80’                                                                           |
| 2-5-2002                                                                           | Copenaghen                                                                         | Ucraina under 17                                                                   | 1 – 2                                                                              | Portogallo under 17                                                                | Europeo Under-17 2002 - 1º turno                                                   | -                                                                                  | 80’                                                                                |
| Totale                                                                             |                                                                                    | Presenze                                                                           | 7                                                                                  |                                                                                    | Reti                                                                               | 5                                                                                  |                                                                                    |

| Cronologia completa delle presenze e delle reti in nazionale ― Portogallo under 15 | Cronologia completa delle presenze e delle reti in nazionale ― Portogallo under 15 | Cronologia completa delle presenze e delle reti in nazionale ― Portogallo under 15 | Cronologia completa delle presenze e delle reti in nazionale ― Portogallo under 15 | Cronologia completa delle presenze e delle reti in nazionale ― Portogallo under 15 | Cronologia completa delle presenze e delle reti in nazionale ― Portogallo under 15 | Cronologia completa delle presenze e delle reti in nazionale ― Portogallo under 15 | Cronologia completa delle presenze e delle reti in nazionale ― Portogallo under 15 |
| Data                                                                               | Città                                                                              | In casa                                                                            | Risultato                                                                          | Ospiti                                                                             | Competizione                                                                       | Reti                                                                               | Note                                                                               |
| ---------------------------------------------------------------------------------- | ---------------------------------------------------------------------------------- | ---------------------------------------------------------------------------------- | ---------------------------------------------------------------------------------- | ---------------------------------------------------------------------------------- | ---------------------------------------------------------------------------------- | ---------------------------------------------------------------------------------- | ---------------------------------------------------------------------------------- |
| 24-2-2001                                                                          | Torres Novas                                                                       | Portogallo under 15                                                                | 2 – 1                                                                              | Sudafrica under 15                                                                 | Amichevole                                                                         | 1                                                                                  |                                                                                    |
| 25-2-2001                                                                          | Torres Novas                                                                       | Portogallo under 15                                                                | 2 – 1                                                                              | Svezia under 15                                                                    | Amichevole                                                                         | 1                                                                                  | 77’                                                                                |
| 27-2-2001                                                                          | Torres Novas                                                                       | Portogallo under 15                                                                | 0 – 1                                                                              | Danimarca under 15                                                                 | Amichevole                                                                         | -                                                                                  |                                                                                    |
| 11-4-2001                                                                          | Montaigu                                                                           | Francia under 15                                                                   | 2 – 2                                                                              | Portogallo under 15                                                                | Amichevole                                                                         | 1                                                                                  |                                                                                    |
| 12-4-2001                                                                          | Montaigu                                                                           | Portogallo under 15                                                                | 0 – 0                                                                              | Camerun under 15                                                                   | Amichevole                                                                         | -                                                                                  | 43’                                                                                |
| 14-4-2001                                                                          | Montaigu                                                                           | Giappone under 15                                                                  | 0 – 7                                                                              | Portogallo under 15                                                                | Amichevole                                                                         | 3                                                                                  |                                                                                    |
| 16-4-2001                                                                          | Montaigu                                                                           | Perù under 15                                                                      | 1 – 0                                                                              | Portogallo under 15                                                                | Amichevole                                                                         | -                                                                                  |                                                                                    |
| 23-7-2001                                                                          | Murcia                                                                             | Spagna under 15                                                                    | 3 – 0                                                                              | Portogallo under 15                                                                | VI Festival olimpico estivo della gioventù europea                                 | -                                                                                  |                                                                                    |
| 25-7-2001                                                                          | Murcia                                                                             | Portogallo under 15                                                                | 1 – 3                                                                              | Finlandia under 15                                                                 | VI Festival olimpico estivo della gioventù europea                                 | 1                                                                                  | 49’                                                                                |
| Totale                                                                             |                                                                                    | Presenze                                                                           | 9                                                                                  |                                                                                    | Reti                                                                               | 7                                                                                  |                                                                                    |

## Record

### Record individuali

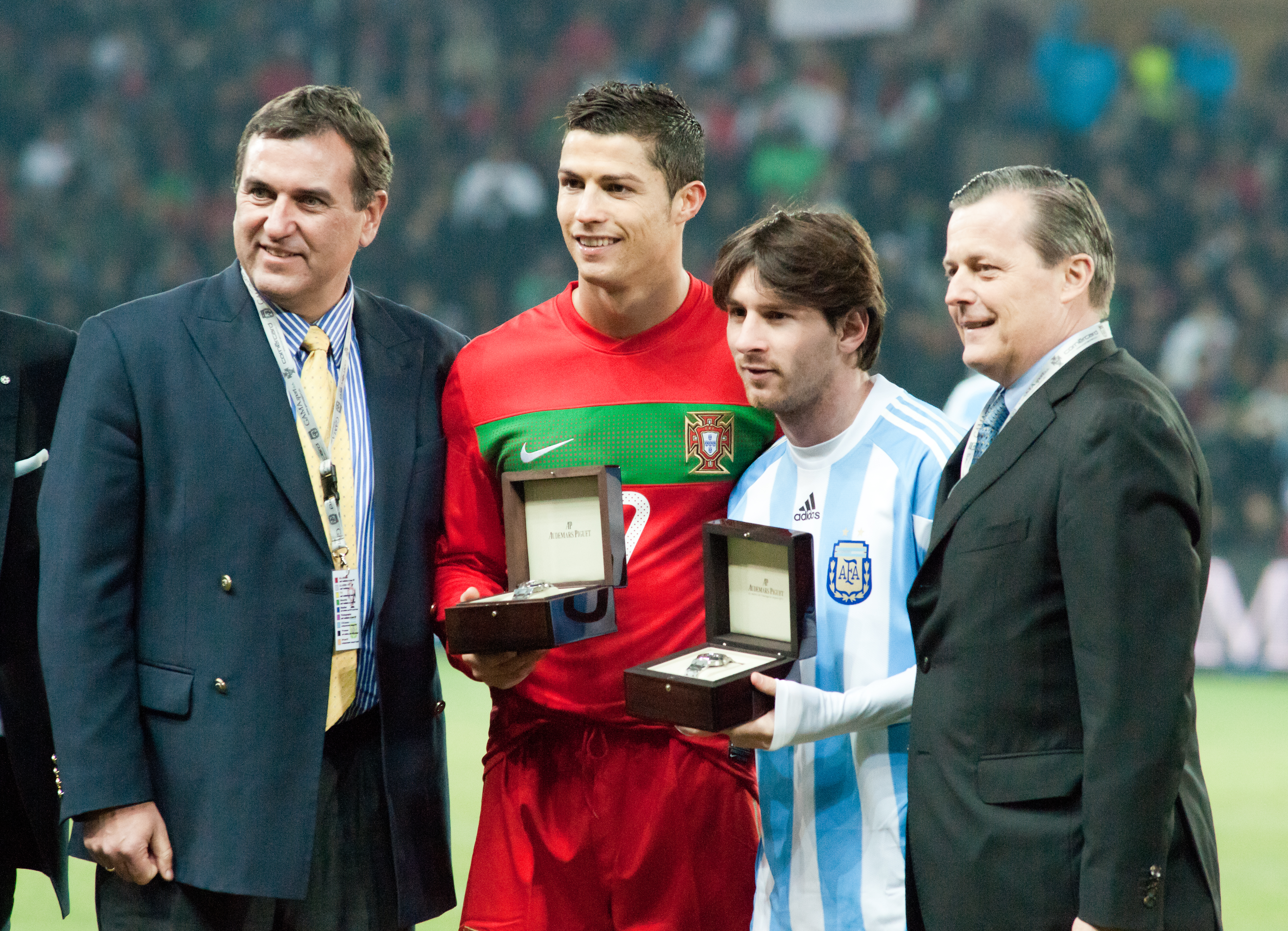
Messi (8) e Cristiano Ronaldo (5) sono i due calciatori ad aver vinto più Palloni d'oro

- Unico calciatore ad aver vinto nello stesso anno solare la Champions League, l'Europeo, il Mondiale per club e il Pallone d'oro.[8]
- Calciatore ad aver vinto più volte l'UEFA Best Player in Europe Award (3).
- Uno dei due calciatori, insieme a Luis Suárez, che hanno vinto la Scarpa d'oro in due campionati differenti (Premier League e Liga).[9]
- Unico calciatore ad aver realizzato più di 50 gol stagionali in sei stagioni consecutive (2010-2011, 2011-2012, 2012-2013, 2013-2014, 2014-2015, 2015-2016).[10]
- Unico calciatore ad aver realizzato più di 50 gol stagionali in sette stagioni.
- Calciatore ad essere stato per più volte il miglior marcatore dell'anno solare IFFHS (5).
- Calciatore ad essere stato per più volte il miglior marcatore internazionale dell'anno IFFHS (5).
- Calciatore ad aver raggiunto le 900 marcature realizzate in incontri ufficiali secondo l'IFFHS.
- Calciatore con più presenze nella storia delle nazionali calcistiche (221).[11][12]
- Calciatore con più vittorie ottenute nella storia delle Nazionali maschili di calcio (135).
- Calciatore che ha segnato più gol nelle competizioni UEFA per nazionali.
- Unico calciatore ad aver segnato almeno una rete in 5 Europei (2004, 2008, 2012, 2016, 2020) e 5 Mondiali (2006, 2010, 2014, 2018, 2022) consecutivi.[13]
- Unico calciatore ad aver segnato in cinque edizioni diverse della Coppa del Mondo (2006, 2010, 2014, 2018, 2022).[14]
- Unico calciatore ad aver segnato in cinque diverse edizioni degli Europei (2004, 2008, 2012, 2016, 2020).[15]
- Calciatore che ha segnato più gol in una squadra nazionale di calcio (138).[16]
- Calciatore che ha segnato più gol (14) nella fase finale degli Europei.[17]
- Calciatore che ha segnato più gol (41) nelle qualificazioni alle fasi finali dei Campionati Europei.[18]
- Calciatore che ha segnato più gol (55) agli Europei, incluse le qualificazioni.[19]
- Calciatore che ha segnato più gol (22) tra Europei e Mondiali.[20]
- Calciatore che ha giocato più partite (52) tra Europei e Mondiali.[21]
- Calciatore che fa fornito più assist (8) agli Europei.[22][23]
- Calciatore che ha giocato più partite (30) nella fase finale degli Europei.[24]
- Calciatore ad aver giocato più partite (74) agli Europei, incluse le qualificazioni.
- Calciatore col maggior numero di Europei disputati (6).[25]
- Calciatore ad aver segnato più gol in competizioni internazionali per squadre di club (152).[26]
- Calciatore che ha segnato più gol (145) nelle competizioni UEFA per club.[27]
- Calciatore ad aver fornito più assist (44) nelle competizioni UEFA per club.
- Calciatore con più presenze (197) nelle competizioni UEFA per club.
- Calciatore con più presenze (187) in UEFA Champions League.[28]
- Calciatore ad aver segnato più gol (141) in UEFA Champions League.
- Calciatore ad aver fornito più assist (42) in UEFA Champions League.
- Unico calciatore ad aver vinto per sette volte la classifica marcatori della UEFA Champions League (2007-2008, 2012-2013, 2013-2014, 2014-2015, 2015-2016, 2016-2017, 2017-2018).[29]
- Unico calciatore ad aver vinto per sei volte consecutive la classifica marcatori della UEFA Champions League (2012-2013, 2013-2014, 2014-2015, 2015-2016, 2016-2017, 2017-2018).[29]
- Unico calciatore ad aver segnato almeno 10 gol in un'edizione di UEFA Champions League per 7 stagioni consecutive (2011-2012, 2012-2013, 2013-2014, 2014-2015, 2015-2016, 2016-2017, 2017-2018).[30]
- Calciatore che ha realizzato il maggior numero di reti (17) in una singola edizione di Coppa dei Campioni/Champions League (2013-2014).[31]
- Calciatore che ha segnato più gol (19) in Champions League in un anno solare (2017).[32]
- Calciatore che ha segnato più gol (32) in partite internazionali in un anno solare (2017).[33]
- Uno dei due calciatori, insieme a Sébastien Haller, ad aver segnato in tutte e sei le giornate della fase a gironi di Champions League e primo a farlo (2017-2018)[34].
- Unico calciatore ad aver segnato per undici partite consecutive in Champions League.[35]
- Calciatore ad aver vinto più partite (114) in UEFA Champions League.
- Unico calciatore ad aver segnato in tre finali di UEFA Champions League.[36]
- Uno dei tre calciatori, insieme a Mario Mandžukić e Velibor Vasović, ad aver segnato con due squadre diverse in una finale di UEFA Champions League.[36]
- Calciatore che ha realizzato più doppiette (38) in UEFA Champions League.[37]
- Uno dei due calciatori, insieme a Lionel Messi, ad aver segnato più triplette (8) in Champions League.
- Calciatore che ha realizzato più triplette (3) in una singola edizione di UEFA Champions League (2015-2016).[38]
- Calciatore che ha segnato più gol (12) su calcio di punizione in UEFA Champions League.[39]
- Calciatore che ha realizzato più gol (19) su calcio di rigore in UEFA Champions League.
- Calciatore che ha segnato più gol (7) nella Coppa del mondo per club.
- Calciatore ad aver segnato più gol di testa (145).
- Uno dei due calciatori, insieme a Pelé, che hanno realizzato una tripletta in una finale di Coppa Intercontinentale/Coppa del mondo per club.[40]
- Unico calciatore ad aver realizzato almeno 30 gol per 6 stagioni consecutive del campionato spagnolo (2010-2011, 2011-2012, 2012-2013, 2013-2014, 2014-2015, 2015-2016).[41]
- Calciatore che ha realizzato più gol su calcio di rigore nella Liga (61).[42]
- Calciatore che ha segnato più gol (22) nel derbi madrileño.[43]
- Uno dei tre calciatori, insieme a Gabriel Batistuta e Fabio Quagliarella, a segno per più partite consecutive in Serie A nello stesso campionato (11).[44]
- Uno dei due calciatori, insieme ad Edin Dzeko ad aver segnato almeno 50 gol in tre dei principali campionati europei (Premier League, Liga e Serie A).[45] Edin Dzeko li ha messi a segno tra Bundesliga, Premier League e Serie A.
- Unico calciatore ad aver vinto la classifica marcatori in tre dei principali campionati europei (Premier League, Liga e Serie A).[46]
- Unico calciatore ad essere stato capocannoniere in quattro campionati e in quattro leghe differenti (Premier League, Liga, Seria A e Saudi Pro League).
- Unico calciatore ad aver raggiunto le 100 marcature con tre club diversi (Manchester United, Real Madrid e Juventus)[47].
- Calciatore ad aver impiegato il minor numero di partite (61) per raggiungere le 50 marcature in Serie A.[48]

### Nel Real Madrid
- Calciatore con più marcature segnate (450) in tutte le competizioni ufficiali.
- Calciatore con più marcature segnate (311) in campionato.
- Calciatore che ha segnato più gol (105) in UEFA Champions League.
- Calciatore con più marcature segnate (107) in tutte le competizioni UEFA per club.
- Calciatore ad aver raggiunto le 100 marcature nel minor numero di partite (105).
- Calciatore ad aver segnato il maggior numero di reti (61) in una singola stagione (2014-2015).
- Calciatore ad aver realizzato più triplette (44) in competizione ufficiali.
- Calciatore ad aver realizzato più marcature (18) nel Clásico.

### Nella Juventus
- Calciatore a segno per più partite consecutive nel campionato italiano (11).[49]
- Calciatore con più marcature, 37, in una singola stagione (2019-2020).[50]

### Nell'Al-Nassr
- Calciatore ad aver segnato più reti (35) in un singola stagione del campionato saudita della Lega saudita professionistica.[51]

### Nella nazionale portoghese
- Calciatore con più presenze (220).[52]
- Calciatore con più marcature segnate (137).[52]
- Calciatore con più marcature in un anno solare (14 nel 2019).
- Calciatore con più assist forniti (46).
- Calciatore con più triplette segnate (10).

## Palmarès

### Premi individuali
- Pallone d'oro: 3

2008, 2016, 2017
- Pallone d'oro FIFA: 2

2013, 2014
- FIFA World Player: 1

2008
- The Best FIFA Men's Player: 2

2016, 2017
- UEFA Club Footballer of the Year: 1

2007-2008
- UEFA Best Player in Europe: 3 (record)

2013-2014, 2015-2016, 2016-2017
- Scarpa d'oro: 4

2007-2008 (31 gol), 2010-2011 (40 gol), 2013-2014 (31 gol), 2014-2015 (48 gol)
- Calciatore portoghese dell'anno all'estero: 10 (record)

2007, 2008, 2009, 2011, 2012, 2013, 2015, 2016, 2017, 2018
- Miglior giocatore della Coppa del mondo per club FIFA: 1

2016
- Miglior giocatore della Supercoppa UEFA: 1

2014
- Giovane dell'anno della PFA: 1

2006-2007
- Giocatore dell'anno della FWA: 2

2007, 2008
- Giocatore dell'anno della PFA: 2

2007, 2008
- Premi LFP: 6

MVP: 2012-2013
Miglior giocatore: 2013-2014
Miglior attaccante: 2009-2010,2013-2014
Miglior gol: 2013-2014
Miglior giocatore per i tifosi: 2014-2015
- Trofeo Alfredo Di Stéfano di Marca: 4

2011-2012, 2012-2013, 2013-2014, 2015-2016
- Trofeo Bravo: 1

2004
- Onze d'or di Onze Mondial: 2

2008, 2017
- Globe Soccer Awards: 16

Miglior calciatore dell'anno: 2011, 2014, 2016, 2017, 2018, 2019
Miglior calciatore dell'anno del Medio Oriente: 2023
Maggior attrazione mediatica: 2011
Calciatore preferito dai fan: 2013, 2014, 2023
Premio per l'attività sociale: 2016
Miglior gol: 2018
Calciatore del secolo (2001-2020): 2020
Miglior marcatore di tutti i tempi: 2021, 2024
- FIFA/FIFPro World XI: 15

2007, 2008, 2009, 2010, 2011, 2012, 2013, 2014, 2015, 2016, 2017, 2018, 2019, 2020, 2021
- FIFA Puskás Award: 1

2009 (15 aprile 2009: Porto - Manchester United 0-1)
- UEFA Goal of the Season: 3

2008-2009, 2017-2018, 2018-2019
- Capocannoniere della FA Cup: 1

2004-2005 (4 gol, a pari merito con Crouch e Defoe)
- Capocannoniere della Premier League: 1

2007-2008 (31 gol)
- Capocannoniere della UEFA Champions League: 7 (record)

2007-2008 (8 gol), 2012-2013 (12 gol), 2013-2014 (17 gol), 2014-2015 (10 gol, a pari merito con Neymar e Messi), 2015-2016 (16 gol), 2016-2017 (12 gol), 2017-2018 (15 gol)
- Capocannoniere della Coppa del Re: 1

2010-2011 (7 gol, a pari merito con Messi)
- Pichichi della Liga: 3

2010-2011 (40 gol), 2013-2014 (31 gol), 2014-2015 (48 gol)
- Capocannoniere della Serie A: 1

2020-2021 (29 gol)
- Capocannoniere della Lega saudita professionistica: 2

2023-2024 (35 gol), 2024-2025 (25 gol)
- Capocannoniere del campionato europeo: 2 (record)

2012 (3 gol, a pari merito con Mandžukić, Gómez, Balotelli, Dzagoev e Torres), 
2020 (5 gol, a pari merito con Schick)
- Capocannoniere della Coppa del mondo per club FIFA: 2 (record condiviso con César Delgado)

2016 (4 gol), 2017 (2 gol, a pari merito con Maurício e Romarinho)
- ESPN miglior sportivo internazionale: 1

2014
- Squadra ideale del campionato europeo: 3

Portogallo 2004, Polonia-Ucraina 2012, Francia 2016
- Squadra ideale della fase finale di UEFA Nations League: 1

2019
- Squadra ideale della Liga: 1

2014-2015
- UEFA Club Football Awards: 3

Miglior attaccante: 2007-2008, 2016-2017, 2017-2018
- Premi Lega Serie A: 2

MVP - Migliore in assoluto: 2018-2019
Miglior attaccante: 2020-2021
- Gran Galà del calcio AIC: 4

Miglior calciatore assoluto: 2019, 2020
Squadra dell'anno: 2019, 2020
- Miglior giocatore della Supercoppa italiana: 1 (2020)

- Miglior marcatore dell'anno IFFHS: 5 (record)

2013, 2014, 2016, 2017, 2019
- Miglior marcatore dell'anno solare IFFHS: 5 (record)

2011, 2013, 2014, 2015, 2023
- Golden Foot: 1

2020
- Inserito nel Dream Team del Pallone d'oro (2020)

- Capocannoniere della Coppa dei Campioni araba per club: 1

2023 (6 gol)
- UEFA Champions League All-Time Top Scorer: 1

2024
- Squadra della stagione della UEFA Champions League: 6

2013-2014, 2014-2015, 2015-2016, 2016-2017, 2017-2018, 2018-2019